# Meitetsu
Die Nagoya Tetsudō (jap. 名古屋鉄道株式会社, Nagoya Tetsudō Kabushiki-gaisha), besser bekannt unter der Abkürzung Meitetsu (名鉄) ist eine private japanische Eisenbahngesellschaft mit Sitz in Nagoya. Sie betreibt 20 Bahnlinien in den Präfekturen Aichi und Gifu. Die Länge des kapspurigen (1067 mm) Streckennetzes beträgt 444,2 km. Abgesehen von den ehemals staatlichen Japan Railways verfügt Meitetsu nach der Kintetsu (501,1 km) und der Tōbu Tetsudō (463,3 km) über das drittlängste Eisenbahnnetz in Japan. Die Bahngesellschaft ist das Kernunternehmen der Meitetsu Group, die zahlreiche weitere Dienstleistungsunternehmen umfasst.

## Streckennetz
Das Streckennetz der Meitetsu reicht von Gifu im Norden über die Millionenstadt Nagoya im Zentrum bis nach Toyohashi im Süden. Ebenfalls erschlossen werden die Region um Toyota, die Chita-Halbinsel und der Flughafen Chūbu. Bedient werden 275 Bahnhöfe auf einer Streckenlänge von 444,2 km. Davon entfallen 289,2 km auf zweigleisige, 152,8 km auf eingleisige und 2,2 km auf Strecken mit drei oder vier Gleisen. Im Vergleich zu den anderen großen japanischen Privatbahnen (den „großen 16“) betreibt die Meitetsu ungewöhnlich viele Nebenstrecken, weshalb das Verhältnis von Fahrgästen und Einnahmen pro Streckenkilometer das geringste ist. Daher kommt auch der spöttische Spitzname „Mini-JNR“, der einst weit verbreitet war.
Ein besonderes Merkmal des Meitetsu-Streckennetzes ist die Tatsache, dass mehrere Nebenstrecken betrieblich mit der Nagoya-Hauptlinie verbunden sind. Dies bedeutet, dass die Züge über ihre nominellen Endstationen hinaus zum zentralen Knotenpunkt Meitetsu Nagoya verkehren, ehe sie wiederum nach einigen Kilometern auf eine andere Nebenstrecke wechseln. Dadurch ergibt sich eine S-Bahn-ähnliche Betriebsform mit einer Stammstrecke, was in Japan eher ungewöhnlich ist. Die Stammstrecke, die über eine Entfernung von 8,5 km von Higashi-Biwajima nach Jingū-mae reicht, ist stark belastet, da sie zum größten Teil nur zweigleisig ausgebaut ist. Aus diesem Grund ist Meitetsu Nagoya nur in wenigen Fällen ein Endbahnhof, beispielsweise einzelner μSky-Schnellzüge vom und zum Flughafen. In unmittelbarer Nachbarschaft stehen der Bahnhof Nagoya von JR Central und der Bahnhof Kintetsu Nagoya von Kintetsu.
Die Seto-Linie ist eine isolierte Strecke ohne direkte Verbindung zum übrigen Meitetsu-Streckennetz. Andererseits sind die Komaki-Linie und die Toyota-Linie mit dem Netz der U-Bahn Nagoya verbunden, sodass Durchbindungen angeboten werden.

Aktuelles Streckennetz

| Region               | Name der Linie | Name der Linie     | Strecke                                     | Länge   |
| -------------------- | -------------- | ------------------ | ------------------------------------------- | ------- |
| Stammstrecke         | NH             | Nagoya-Hauptlinie  | Toyohashi – Meitetsu Nagoya – Meitetsu Gifu | 99,8 km |
| West-Aichi und Gifu  | TB             | Tsushima-Linie     | Sukaguchi – Tsushima                        | 11,8 km |
| West-Aichi und Gifu  | BS             | Bisai-Linie        | Yatomi – Tamanoi                            | 30,9 km |
| West-Aichi und Gifu  | TH             | Takehana-Linie     | Kasamatsu – Egira                           | 10,3 km |
| West-Aichi und Gifu  | TH             | Hashima-Linie      | Egira – Shin-Hashima                        | 01,3 km |
| Nord-Aichi und Chūnō | IY             | Inuyama-Linie      | Abzweig Biwajima – Shin-Unuma               | 26,8 km |
| Nord-Aichi und Chūnō | KG             | Kakamigahara-Linie | Meitetsu Gifu – Shin-Uruma                  | 17,6 km |
| Nord-Aichi und Chūnō | HM             | Hiromi-Linie       | Inuyama – Mitake                            | 22,3 km |
| Nord-Aichi und Chūnō | KM             | Komaki-Linie       | Kami-Iida – Inuyama                         | 20,4 km |
| Chita-Halbinsel      | TA             | Tokoname-Linie     | Jingū-mae – Tokoname                        | 29,3 km |
| Chita-Halbinsel      | TA             | Flughafenlinie     | Tokoname – Flughafen Chūbu                  | 04,2 km |
| Chita-Halbinsel      | CH             | Chikkō-Linie       | Ōe – Higashi-Nagoyakō                       | 01,5 km |
| Chita-Halbinsel      | KC             | Kōwa-Linie         | Ōtagawa – Kōwa                              | 28,8 km |
| Chita-Halbinsel      | KC             | Neue Chita-Linie   | Fuki – Utsumi                               | 13,9 km |
| Mikawa               | TK             | Toyokawa-Linie     | Kō – Toyokawa-Inari                         | 07,2 km |
| Mikawa               | GN             | Nishio-Linie       | Shin-Anjō – Kira Yoshida                    | 24,7 km |
| Mikawa               | GN             | Gamagōri-Linie     | Kira Yoshida – Gamagōri                     | 17,6 km |
| Mikawa               | MU             | Mikawa-Linie       | Sanage – Hekinan                            | 39,8 km |
| Mikawa               | MY             | Mikawa-Linie       | Sanage – Hekinan                            | 39,8 km |
| Mikawa               | TY             | Toyota-Linie       | Umetsubo – Akaike                           | 15,2 km |
| Ost-Aichi            | TB             | Seto-Linie         | Sakaemachi – Owari-Seto                     | 20,6 km |

## Zugangebot

Schema des Basisfahrplans (2023)

Seit der Fahrplanrevision von 2008 verkehren auf dem Meitetsu-Streckennetz grundsätzlich sieben verschiedene Zuggattungen.
- µSky (voller Name µSky Limited Express, jap. ミュースカイ): Verbinden Gifu und Nagoya mit dem Flughafen Chūbu, halten unterwegs nur an den wichtigsten Verkehrsknoten. Der Buchstabe µ (my) stammt aus dem griechischen Alphabet, wird aber wie im Englischen ausgesprochen (also „my sky“).
- Kaisoku tokkyū (快速特急, Rapid Limited Express): Fahren ohne Halt zwischen Städten, halten an den wichtigsten Verkehrsknoten in der Start- und Zielstadt.
- Tokkyū (特急, Limited Express): Fahren ohne Halt zwischen Städten, halten an den wichtigen Verkehrsknoten in der Start- und Zielstadt.
- Kaisoku kyūkō (快速急行, Rapid Express): halten an wichtigen Verkehrsknoten
- Kyūkō (急行, Express): halten an Verkehrsknoten
- Junkyū (準急行, Semi Express): halten an Verkehrsknoten und ausgewählten Zwischenbahnhöfen
- Futsū (普通, Local): halten an jedem Bahnhof

Auf den Hauptlinien der Meitetsu verkehren Limited Express-Züge. Sie führen Wagen in zwei Klassen. Vier oder sechs Wagen pro Zug sind die Normalklasse; zwei Wagen gehören zur Spezialklasse, die komfortabler ausgestattet ist. Fahrgäste benötigen für die Spezialklasse eine Expressfahrkarte („μ Ticket“). Die µsky Limited Express führen ausschließlich Wagen der Spezialklasse.

## Fuhrpark

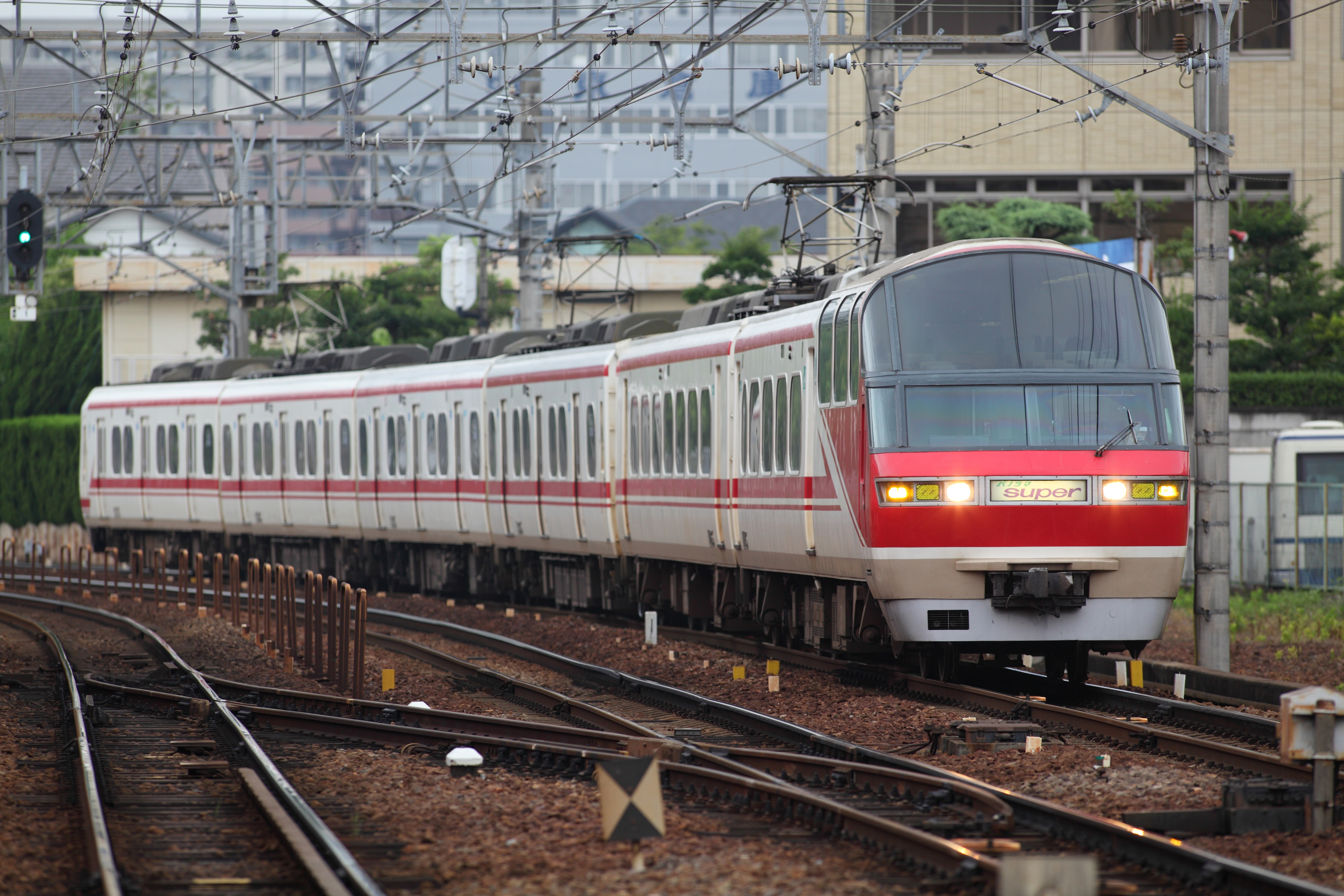
Baureihe 1200
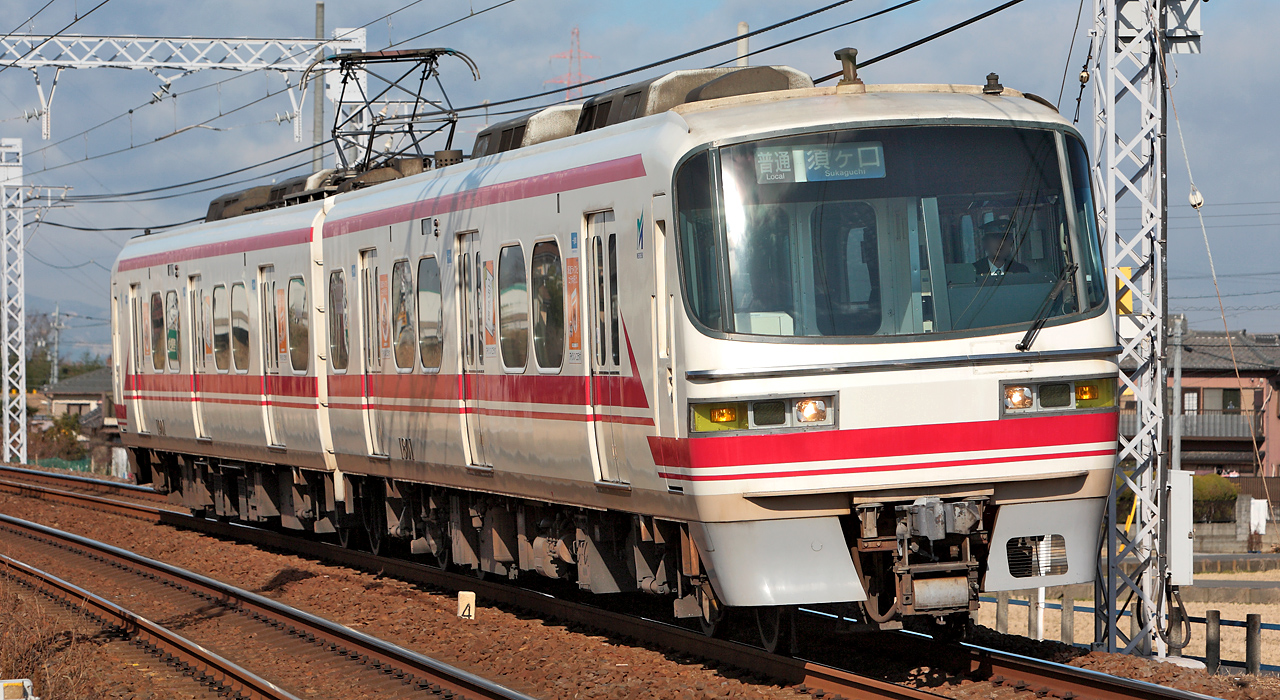
Baureihe 1800
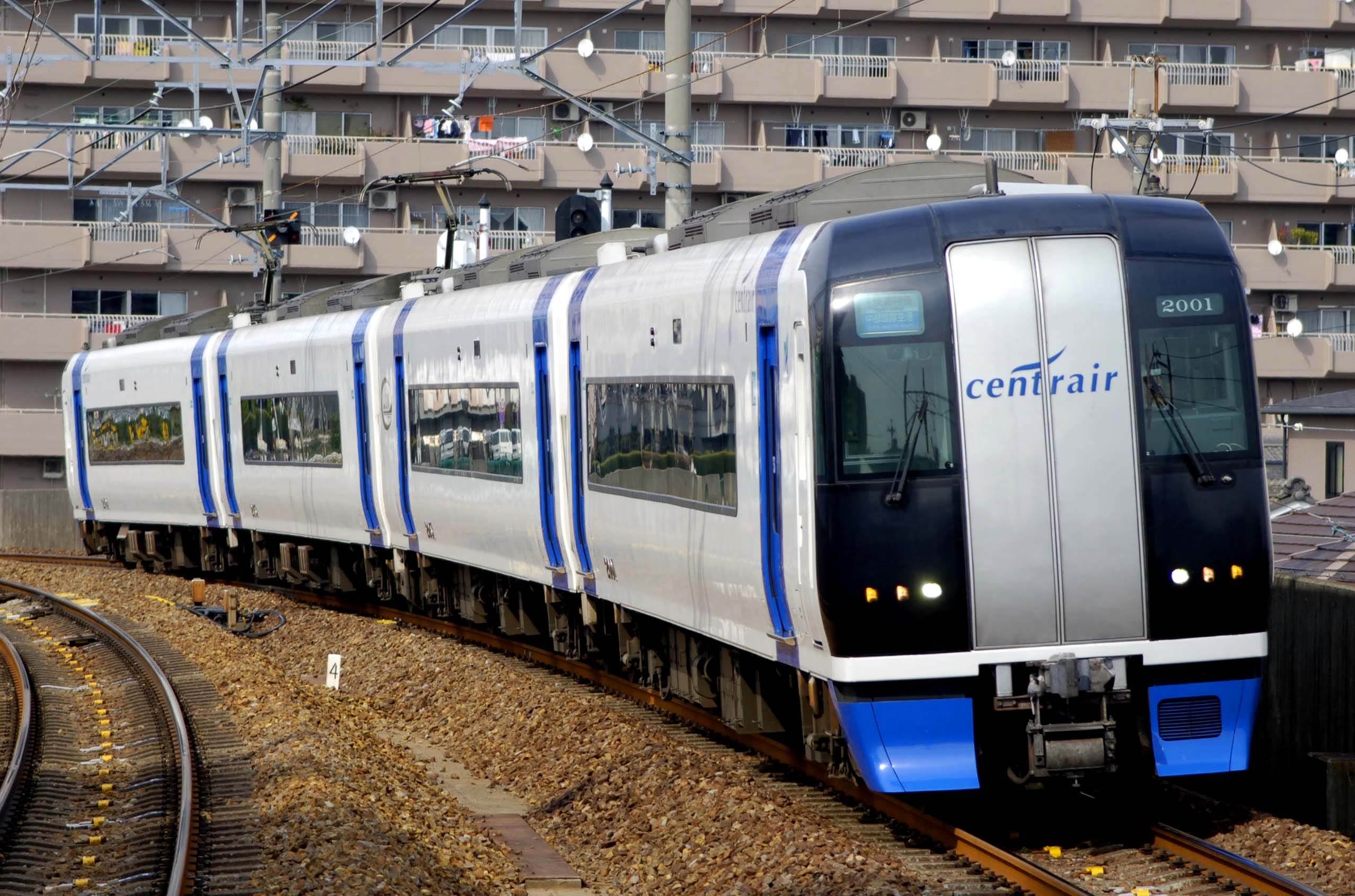
Baureihe 2000
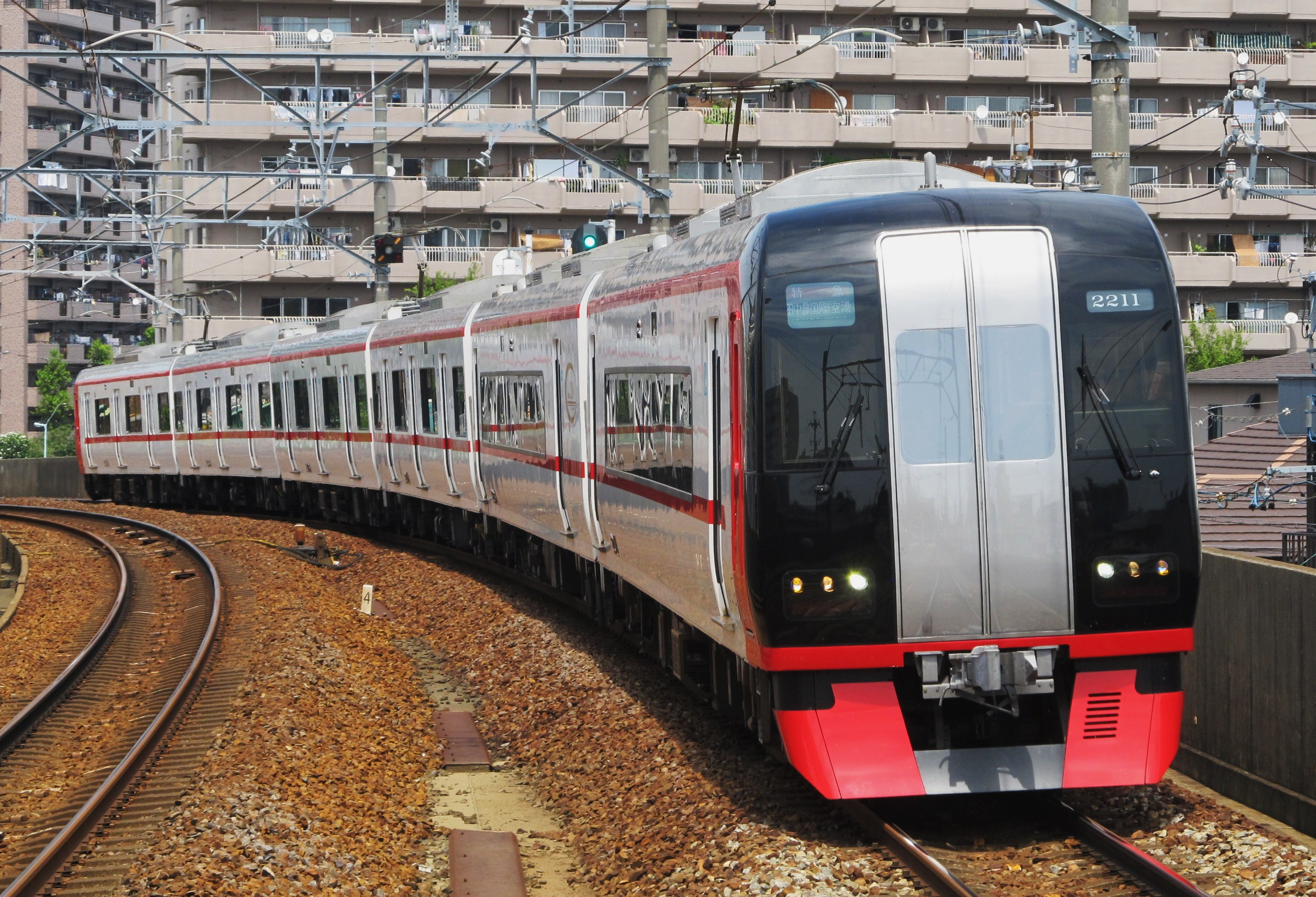
Baureihe 2200
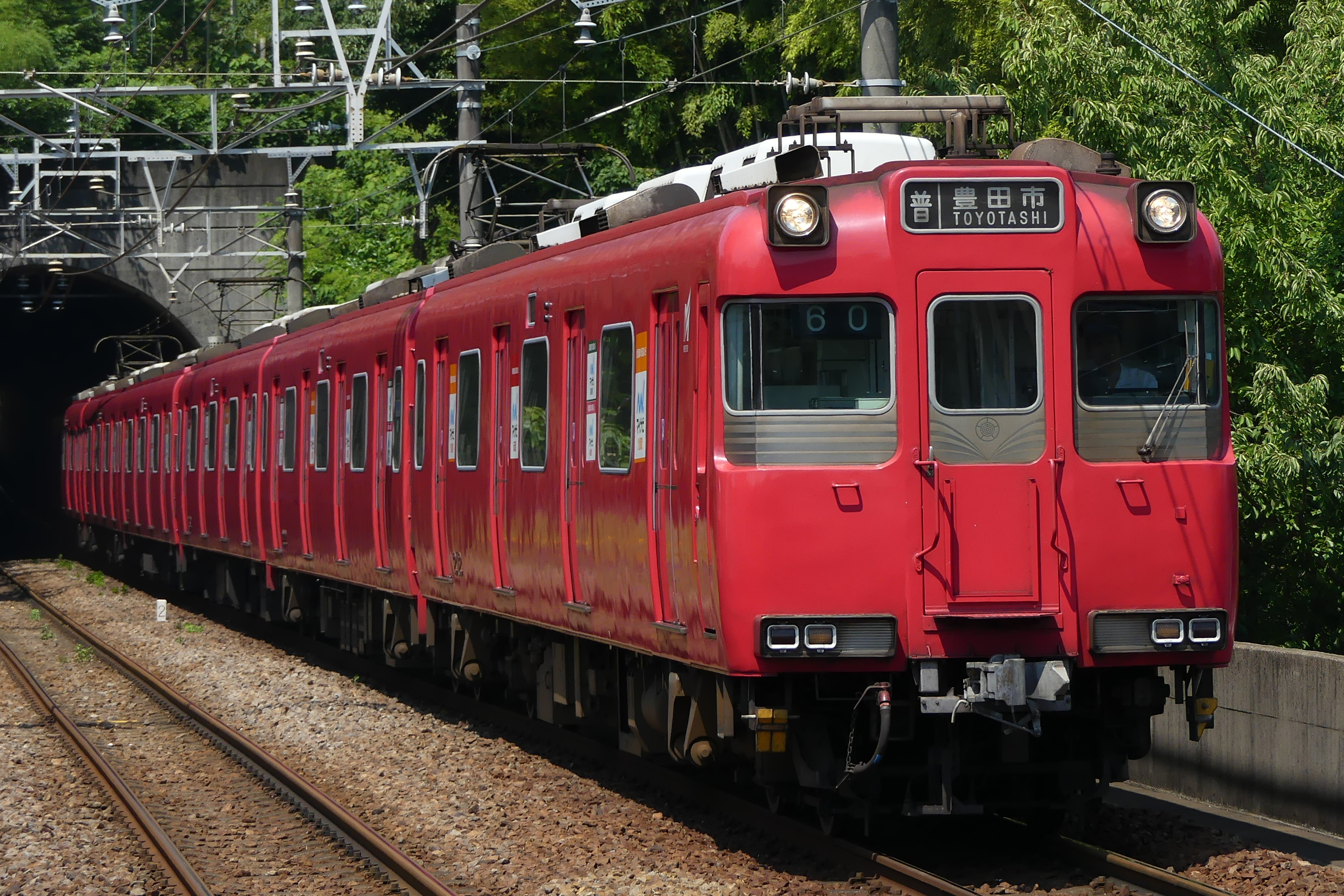
Baureihe 100
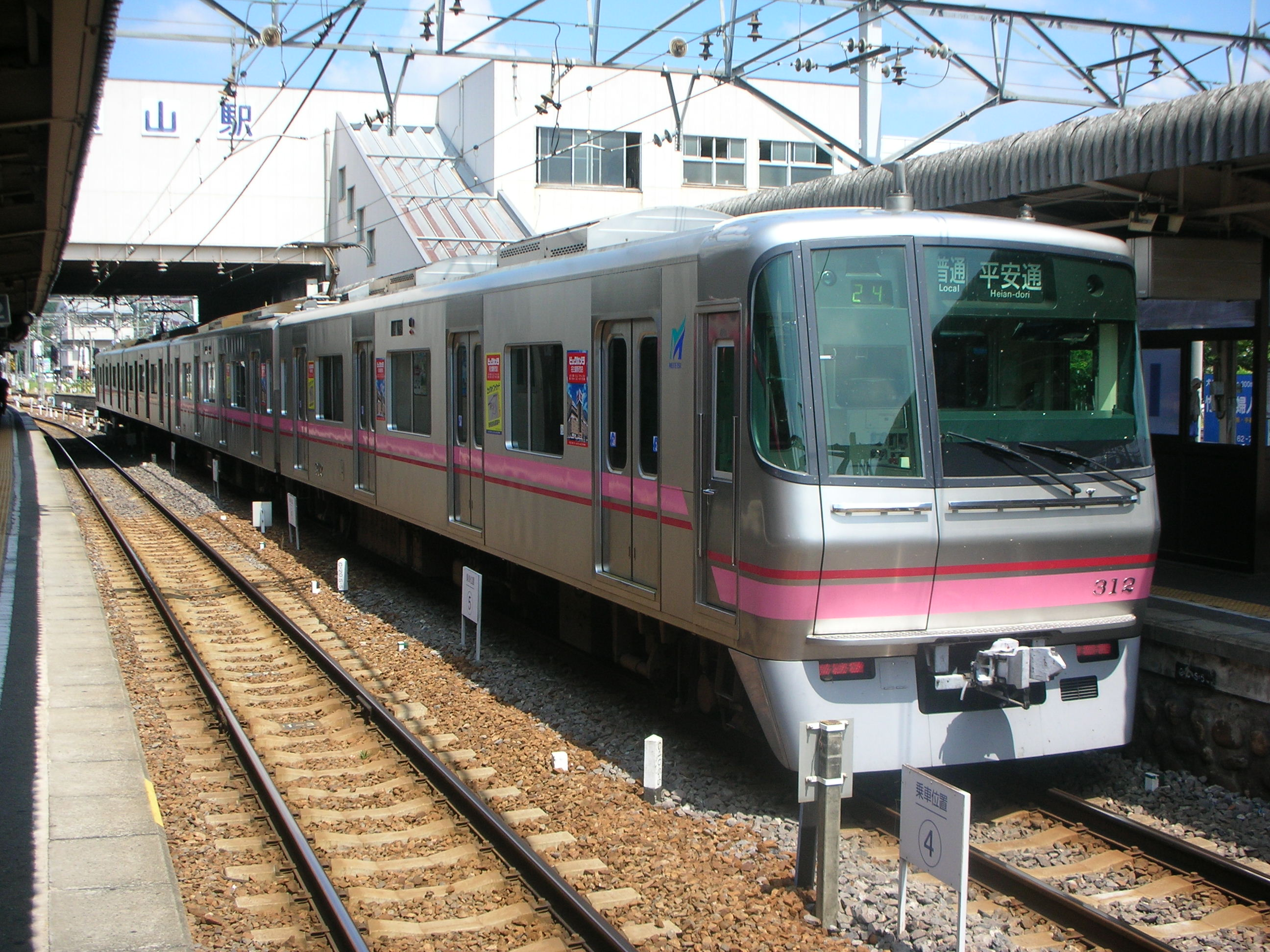
Baureihe 300
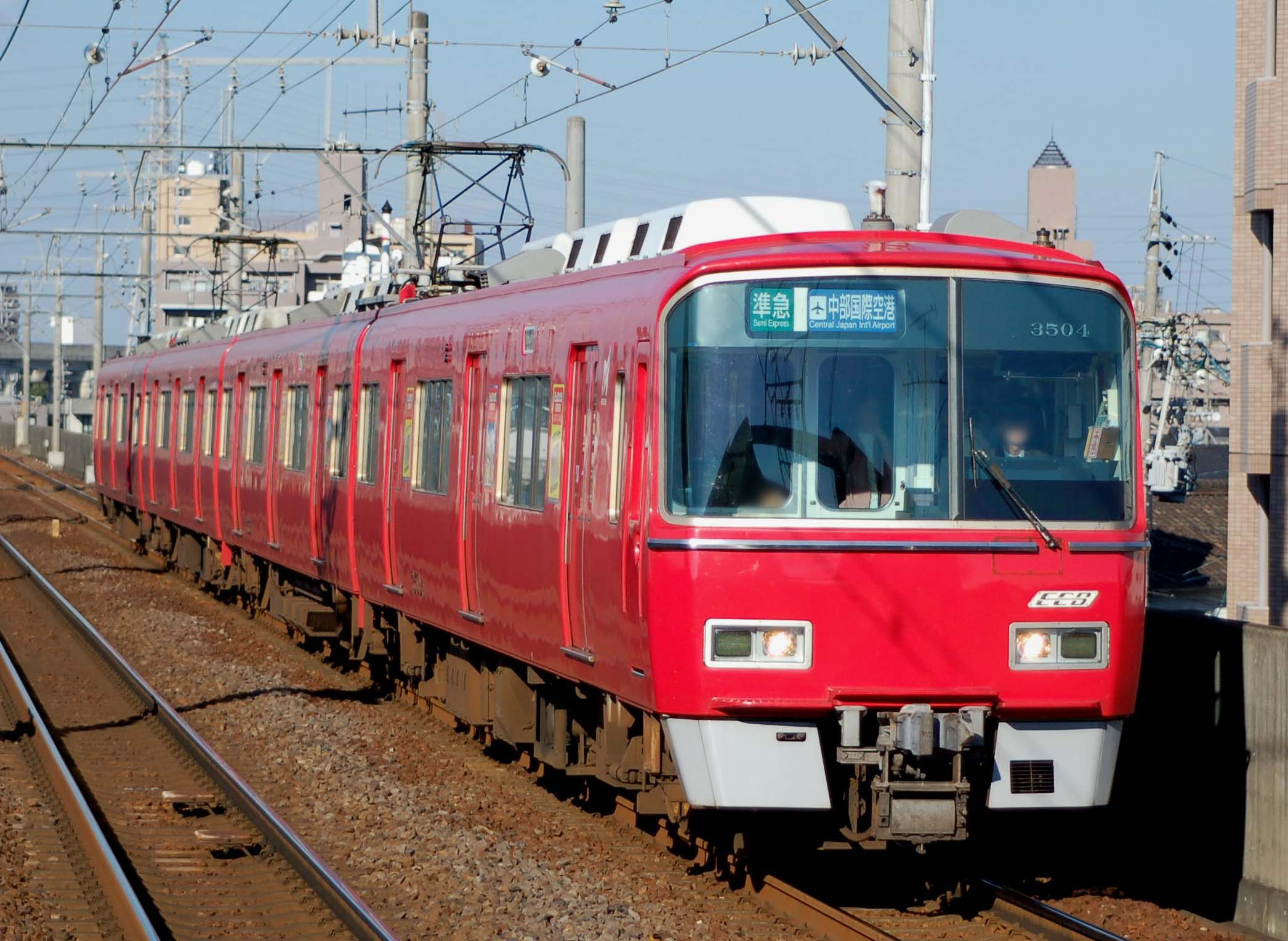
Baureihe 3500
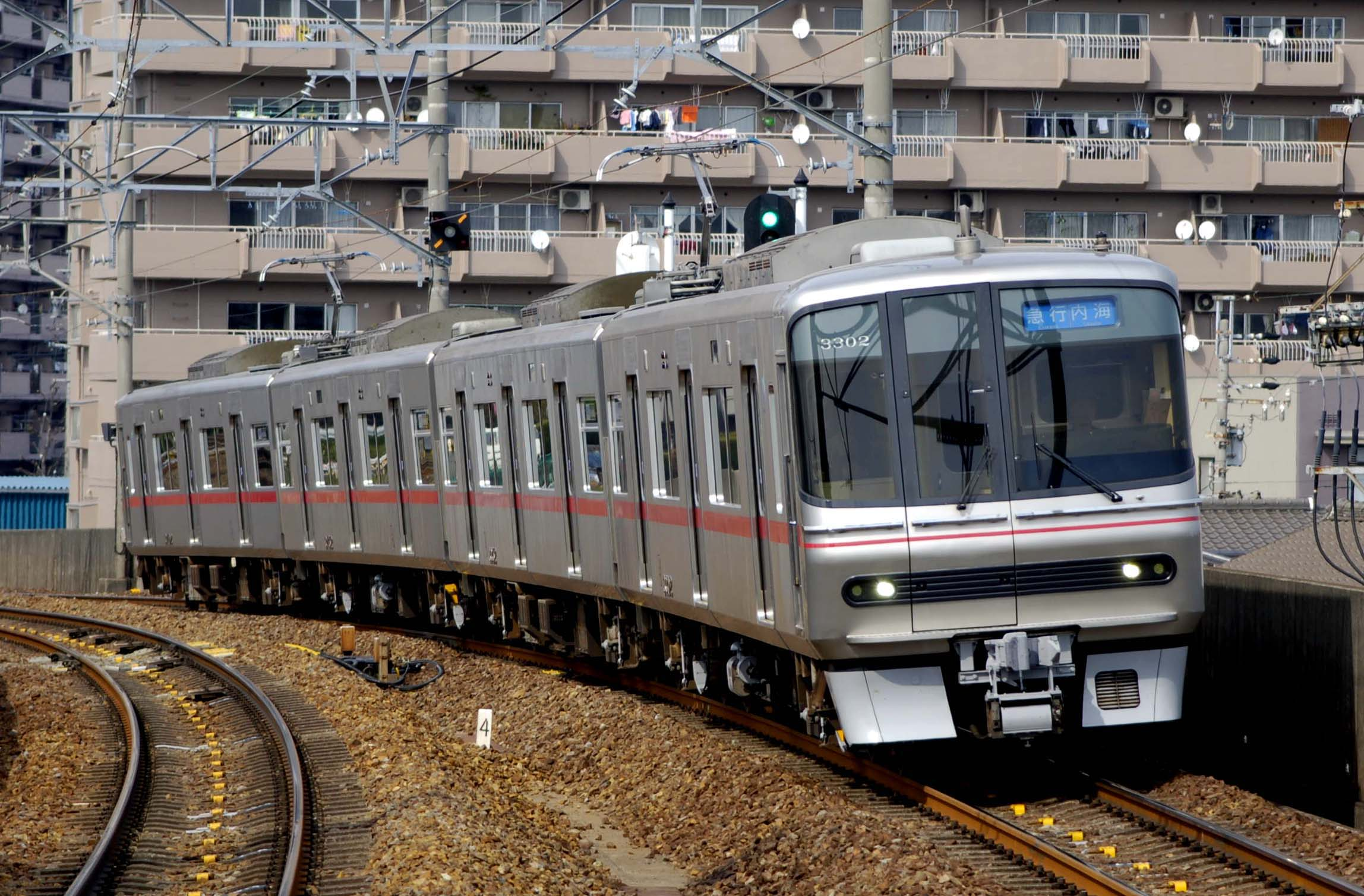
Baureihe 3300
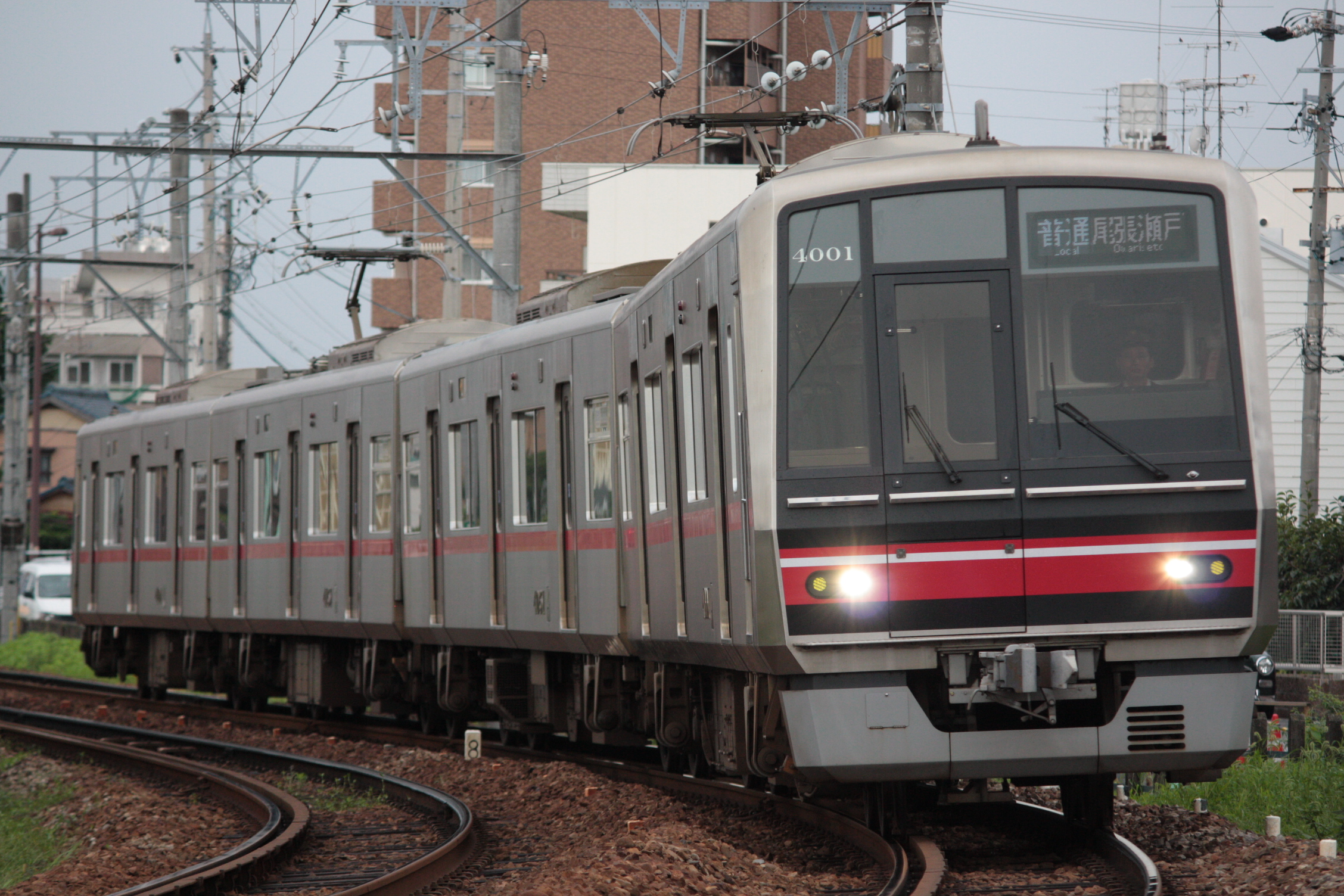
Baureihe 4000
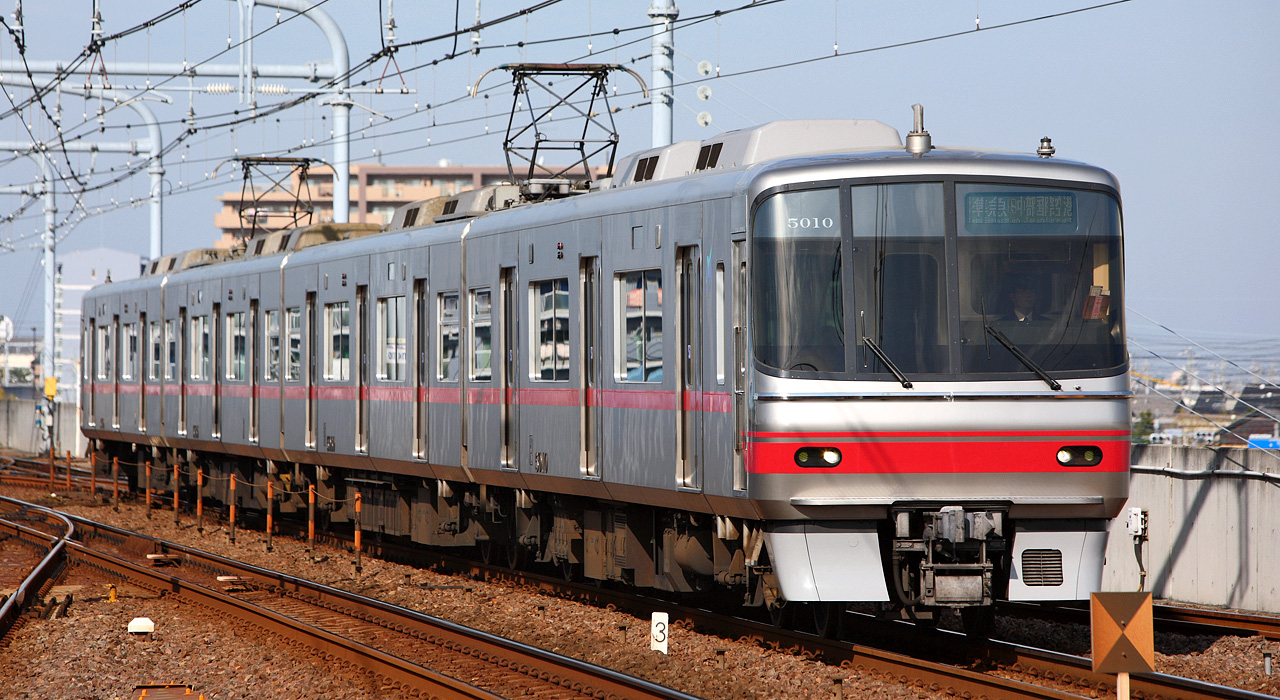
Baureihe 5000
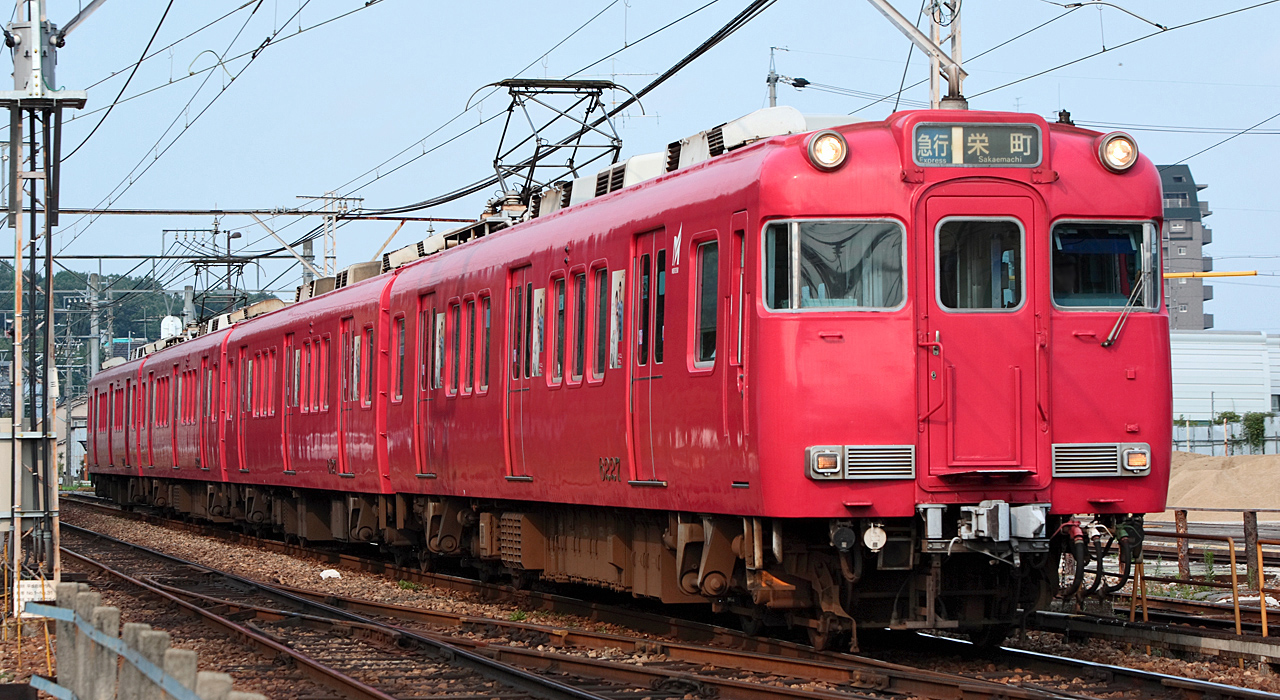
Baureihe 6000
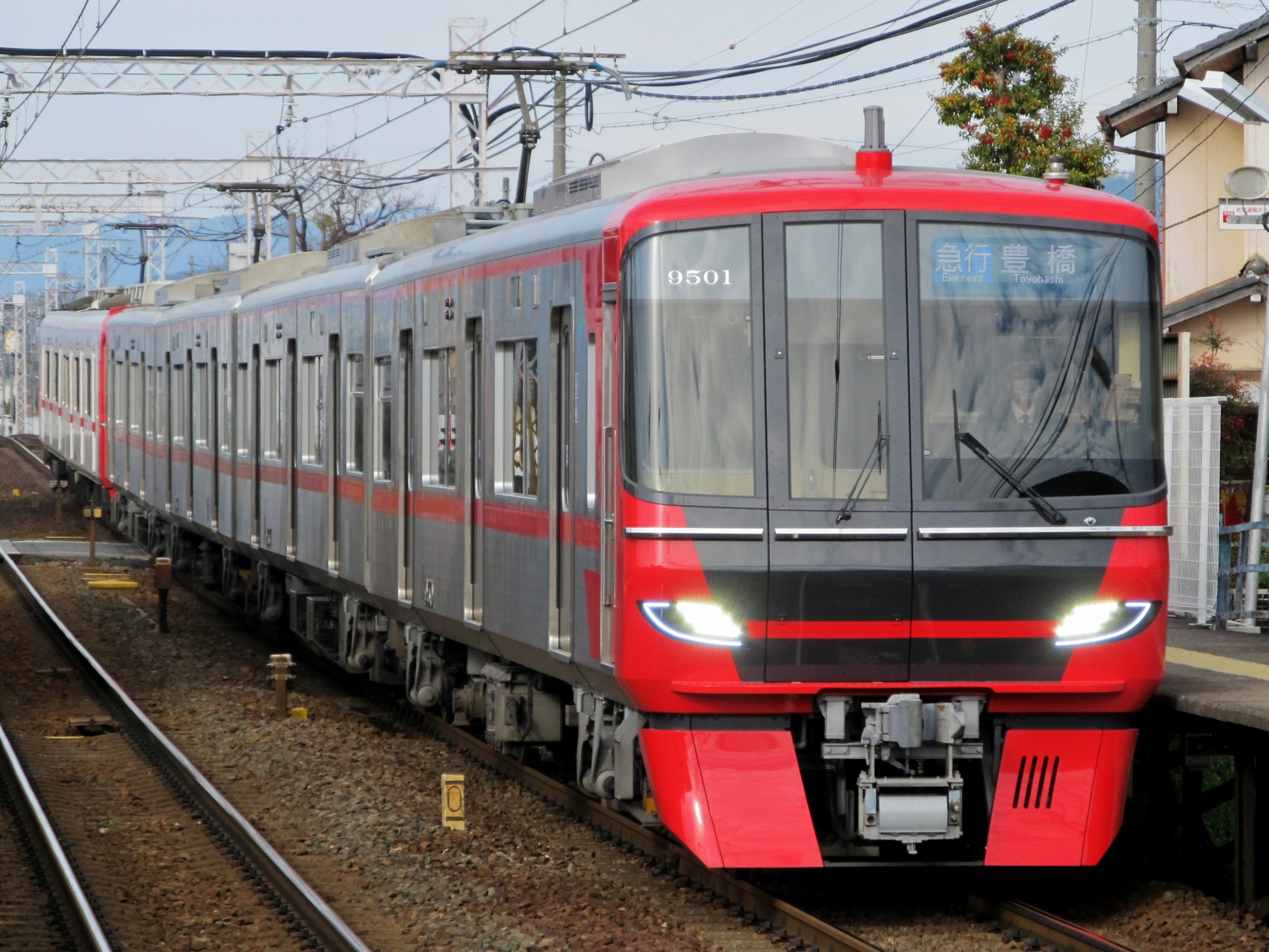
Baureihe 9500

Nippon Sharyo hat fast alle Fahrzeuge hergestellt, die Meitetsu betreibt oder betrieben hat. Eine bemerkenswerte Ausnahme ist die Baureihe DeKi 600, elektrische Lokomotiven von Toshiba, von der Meitetsu aber nur wenige Exemplare einsetzt. Die DeKi 600 sind außerdem einige der wenigen Lokomotiven, die Meitetsu überhaupt besitzt, denn das Unternehmen setzt überwiegend Triebwagen ein. Es war zwar früher im auch im Güterverkehr tätig und besitzt noch einzelne Güterzuglokomotiven, führt aber keinen regelmäßigen Güterverkehr mehr durch.
Meitetsu ist berühmt für seine roten Züge, darunter die berühmten Panoramatriebzüge der Serie 7000, der im Jahr 2009 nach fast einem halben Jahrhundert ausgemustert wurden. Die neueren Wagen sind nicht mehr einfarbig rot, sondern aus gebürstetem Stahl, wie die Serien 4000 und 5000, oder weiß, wie die Serien 1700 und 2000. Im Folgenden sind die Bauarten, die Meitetsu heute betreibt sowie ausgewählte ausgemusterte aufgeführt.

### Schnellzüge

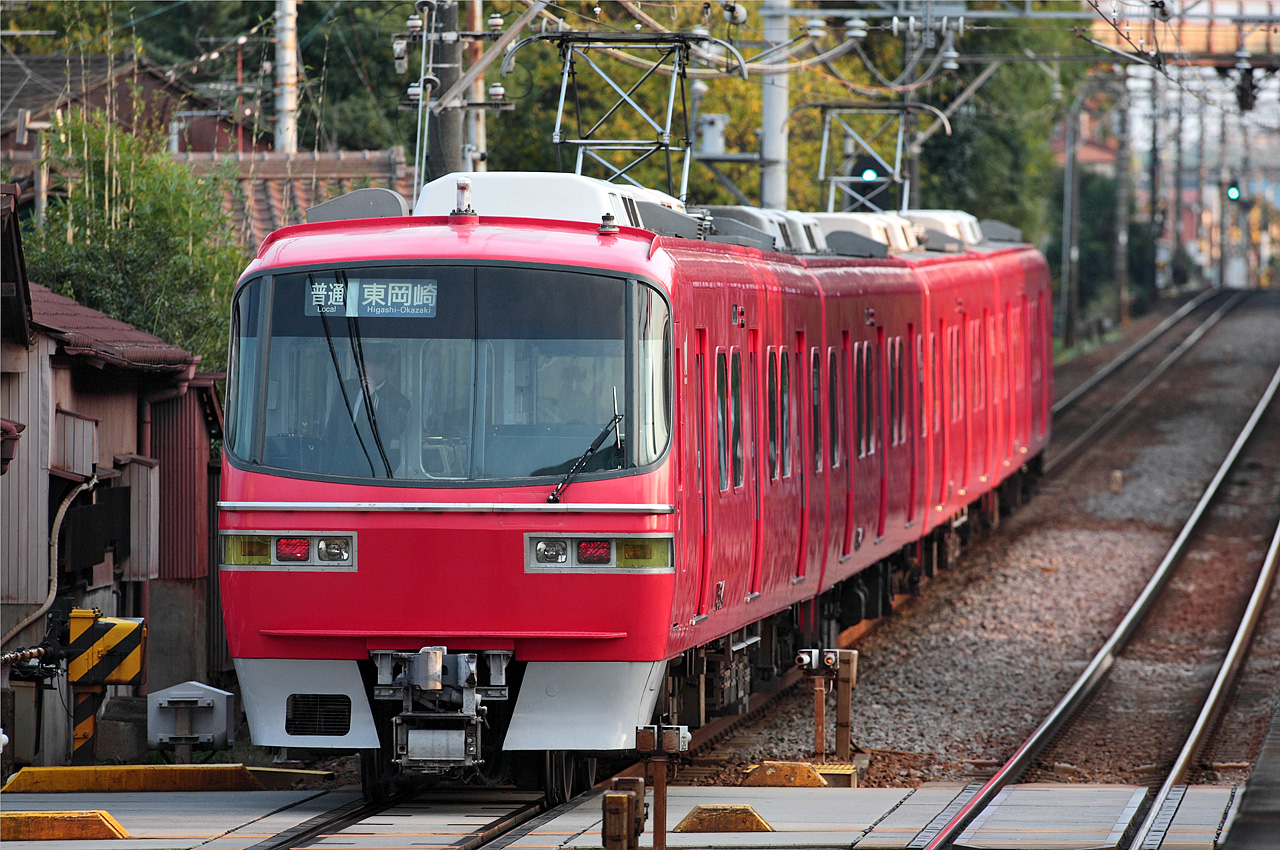
Baureihe 1380

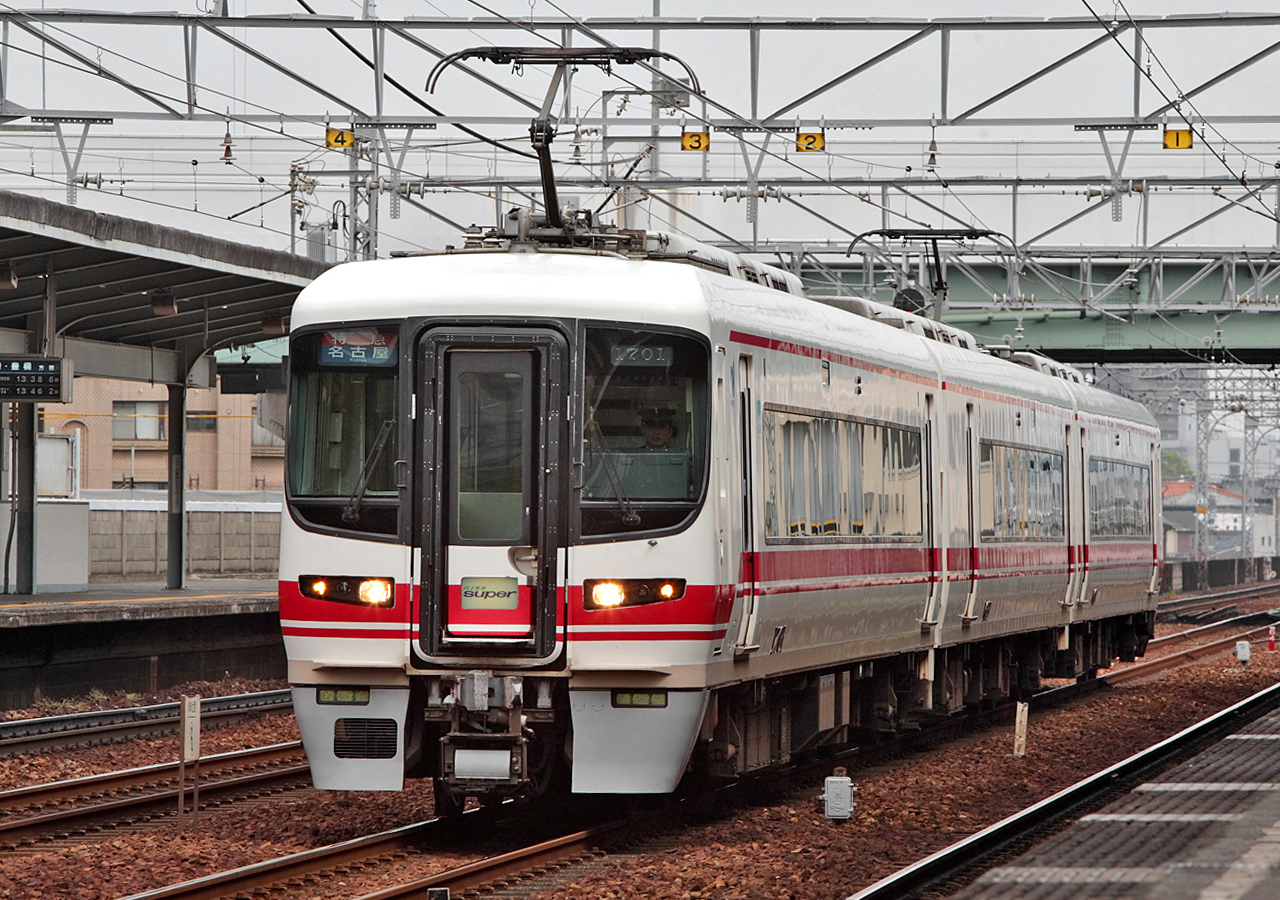
Baureihe 1600

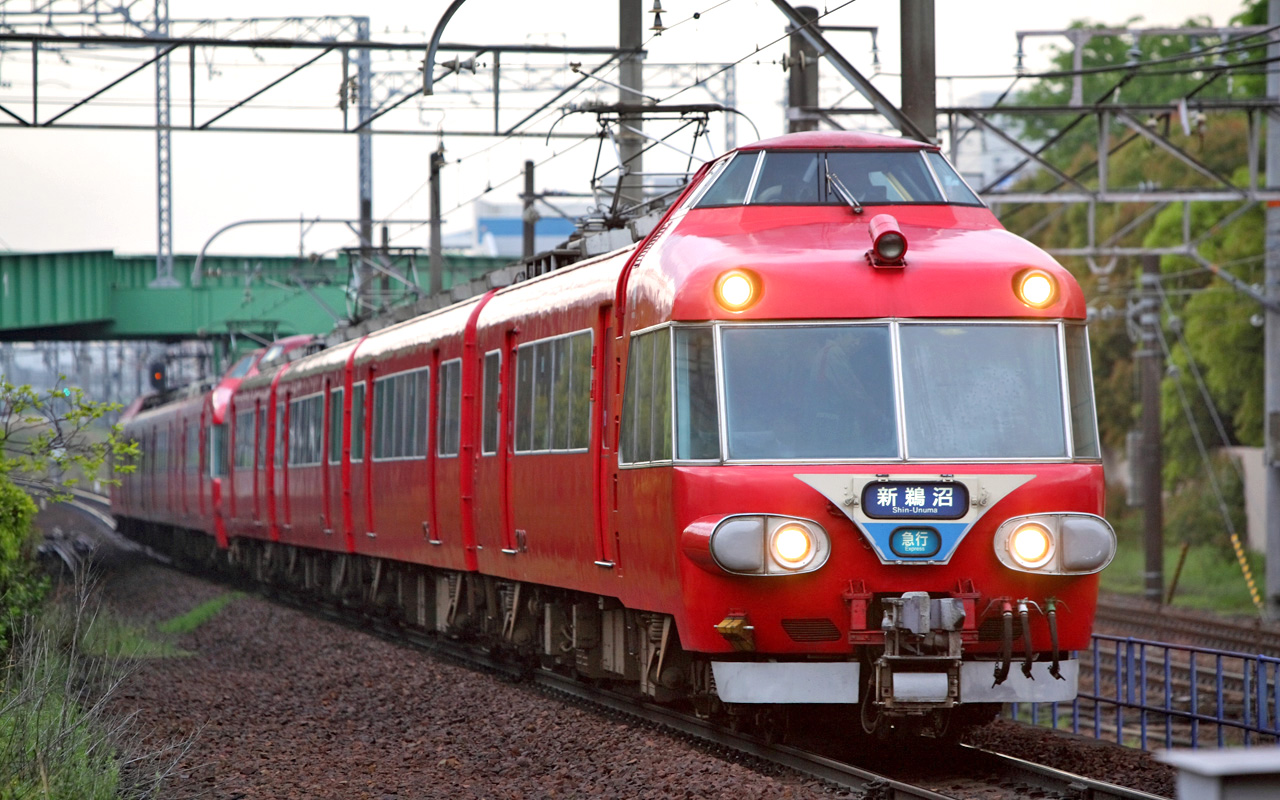
Baureihe 7000

- Baureihe 1200 und 1230 (Panorama Super, seit 1988)
- Baureihe 1800 (seit 1991)
- Baureihe 2000 (μ-Sky, seit 2005)
- Baureihe 2200 (seit 2004)

### Nahverkehrszüge
- Baureihe 100 (seit 1979)
- Baureihe 300 (seit 2002)
- Baureihe 3100/3500/3700 (seit 1993)
- Baureihe 3150 (seit 2004)
- Baureihe 3300 (seit 2004)
- Baureihe 4000 (seit 2008)
- Baureihe 5000 (seit 2008)
- Baureihe 6000/6500/6800 (seit 1976)
- Baureihe 9100/9500 (seit 2019)

### Zurückgezogene Baureihen
- Baureihe 1380 (2003–2015)
- Baureihe 1600 (Panorama Super, 1999–2008)
- Baureihe 1700 (2008–2021)
- Baureihe 5000 (1955–1986)
- Baureihe 5300 (1986–2019)
- Baureihe 5700 (1986–2019)
- Baureihe 7000 (Panorama Car, 1961–2009)

### Elektrolokomotiven
- DeKi 300
- DeKi 400
- DeKi 600
- EL120

## Logo

Früheres Abzeichen

Das heutige Unternehmenslogo wird seit April 1992 verwendet. Es wurde vom Landor Associates als Teil einer vollständigen Überarbeitung der Corporate Identity im Hinblick auf das 100-jährige Bestehen entworfen. Die Wortmarke zeichnet sich durch die flügelähnliche Form der Initiale M aus. Sie ist ein Symbol für das Wachstum und die Expansion von Meitetsu in der Region und wird MEITETSU Wing genannt. Auf diese Weise wird das Bild eines fortschrittlichen Unternehmens vermittelt. Der blaue Farbton MEITETSU Blue steht für Freundlichkeit gegenüber Mensch und Umwelt, der türkisgrüne Farbton MEITETSU Green für Intelligenz und Zuverlässigkeit. In einzelnen Fällen wird ein schmaler Streifen in den Farben rot, blau und türkisgrün hinzugefügt, der für Geschwindigkeit steht und die Bedeutung der Wortmarke unterstützt. Soll die ganze Unternehmensgruppe symbolisiert werden, wird der Wortmarke das Wort Group hinzugefügt. Zuvor verwendete die Meitetsu ein Abzeichen, das einem traditionellen Mon-Emblem nachempfunden ist.

## Unternehmensgruppe
Die Bahngesellschaft Meitetsu ist der Kern der Meitetsu Group, einer aus rund 150 Unternehmen bestehenden Unternehmensgruppe (Stand: 2023). Diese sind in den Sparten Verkehr, Logistik, Immobilien, Einzelhandel und Tourismus tätig. Zu den wichtigsten Anteilseignern von Meitetsu gehörten am 31. März 2022 folgende Unternehmen: The Master Trust Bank of Japan (13,02 %), Custody Bank of Japan (4,39 %), Nihon Seimei Hoken (2,57 %), JPMorgan Chase (1,29 %), Mitsubishi Tōkyō UFJ Ginkō (1,24 %), Tokio Marine Nichido (1,02 %) und State Street Corporation (1,02 %). Andererseits ist Meitetsu an den ANA Holdings, dem Mutterkonzern der Fluggesellschaft All Nippon Airways, beteiligt.

## Geschichte

### Anfänge als Überlandstraßenbahn
Der Ursprung der Meitetsu geht auf das Jahr 1894 und die Gründung der Gesellschaft Aichi Basha Tetsudō (愛知馬車鉄道, „Aichi-Pferdebahn“) zurück, die ein Netz von Pferdebahnen errichten wollte und dafür eine Konzession zugesprochen erhielt. Zwei Jahre später änderte sie ihre Absicht und plante nun effizientere elektrische Straßenbahnlinien, weshalb sie ihren Namen in Nagoya Denki Tetsudō (名古屋電気鉄道, dt. „Elektrische Eisenbahn Nagoya“) änderte. Am 6. Mai 1898 eröffnete sie die erste Linie der Straßenbahn Nagoya. Dabei handelte es sich um den zweitältesten Betrieb Japans nach der Straßenbahn Kyōto. 1910 begann die Nagoya Denki Tetsudō in die Vororte zu expandieren und eröffnete die erste Überlandstrecke nach Biwajima, die sie 1912 zu einer Eisenbahnstrecke umwidmete und 1914 nach Tsushima verlängerte. Ebenfalls 1912 kam die Strecke von Biwajima über Iwakura nach Inuyama hinzu. Zu Beginn der 1920er Jahre wollte die Stadt das Straßenbahnnetz selbst betreiben, war aber nicht an den Linien in die Vororte interessiert. Aus diesem Grund gründete die Nagoya Denki Tetsudō am 13. Juni 1921 die Nachfolgegesellschaft Nagoya Tetsudō (名古屋鉄道) und übertrug ihr die Überlandlinien, während sie die Straßenbahnen per 1. August 1922 an die Stadt verkaufte und sich daraufhin auflöste.
Die Nagoya Tetsudō strebte danach, eine Verbindung mit der nahe gelegenen Stadt Gifu zu schaffen, um der Staatseisenbahn im Lokalverkehr Konkurrenz zu machen. Zunächst übernahm sie am 1. August 1925 die Bisai Tetsudō (尾西鉄道) und die von ihr errichtete Bisai-Linie nordwestlich von Nagoya. Der erste eigene Neubau nach Ichinomiya ging am 10. April 1928 in Betrieb. Am 1. April 1929 übernahm sie die Jōhoku Denki Tetsudō (城北電気鉄道) und stellte zwei Jahre später die von ihr begonnene Komaki-Linie fertig. Am 20. August 1930 fusionierte sie mit der Mino Denki Kidō (美濃電気軌道, Minoden), die seit 1909 ein Netz von Überlandstraßenbahnen in und um Gifu betrieb. Zwei Wochen später erfolgte die Umbenennung der Gesellschaft in Meigi Tetsudō (名岐鉄道, „Meigi-Eisenbahn“, kurz Meiden), um ihren regionalen Charakter zu betonen. Am 28. März 1935 wurde die Kakamigahara Tetsudō (各務原軌道) mit der von ihr betriebenen Kakamigahara-Linie übernommen, am 29. April desselben Jahres war die Strecke Nagoya–Gifu mit der Fertigstellung der Brücke über den Kiso durchgehend befahrbar.

### Erschließung im Süden und Südosten

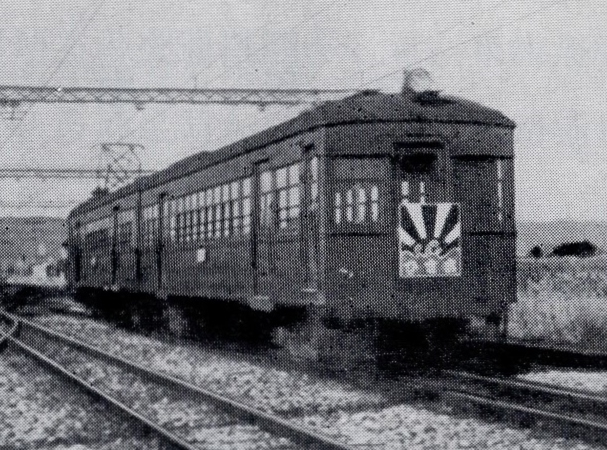
Aiden-Triebwagen der Baureihe Deha3300 (1935)

Am 21. November 1910 wurde die Aichi Denki Tetsudō (愛知電気鉄道, „Elektrische Eisenbahn Aichi“, kurz Aiden) gegründet, die sich auf das Gebiet südlich der Stadt konzentrierte. Sie sollte die Chita-Halbinsel erschließen sowie Tokoname-Keramik und andere Waren effizient transportieren, die zuvor per Schiff befördert wurden. Zweieinhalb Jahre später stellte sie Tokoname-Linie fertig. Geplant waren drei weitere Linien, diese konnten jedoch nicht realisiert werden, da eine Rezession die Finanzlage des Unternehmens zunehmend verschlechterte. Mithilfe staatlicher Subventionen konnte sie jedoch die Bauarbeiten an der Arimatsu-Linie (der späteren Nagoya-Hauptlinie) in Angriff nehmen, deren erster Abschnitt 1917 in Betrieb ging. Der Ausgangspunkt beider Linien war der Bahnhof Jingū-mae. 1924 kam die Chikkō-Linie hinzu, die den Hafenbereich von Nagoya erschloss.
In der Zwischenzeit war die Tōkaidō Denki Tetsudō gegründet worden. Langfristig plante sie den Bau einer elektrischen Schnellbahn parallel zur Tōkaidō-Hauptlinie der Staatsbahn, die im Endausbau Tokio mit Osaka verbinden sollte. Zunächst erhielt sie eine Lizenz für die Verbindung zwischen Nagoya und Toyohashi. Noch bevor die Arbeiten begonnen hatten, wurde Yasuda Zenjirō, der größte Kapitelgeber, am 28. September 1921 ermordet und das Unternehmen geriet in finanzielle Schieflage. Es unterbreitete der Aiden ein Angebot zur Rettungsfusion, das von dessen Management angenommen wurde. Nach einem vorläufigen Zusammenschluss im Dezember desselben Jahres erfolgte die formelle Fusion am 8. Juli 1922. Damit verbunden war die Übernahme sämtlicher Bauprojekte und eine Verdreifachung des Aktienkapitals, was die Aiden zur größten Bahngesellschaft in der Region Tōkai machte. Am 1. Juni 1927 war die Strecke zwischen Jingū-mae und Toyohashi fertiggestellt, worauf die Aiden erstmals Schnellzüge anbot.
Die Aiden erweiterte ihr Streckennetz, indem sie sich 1922 zu 50 % an der neu gegründeten Hekikai Denki Tetsudō (碧海電気鉄道, Hekiden) beteiligte und 1926 die seit 16 Jahren bestehende Nishio Tetsudō (西尾鉄道) übernahm. 1927 beteiligte sie sich zu einem Drittel an der Chita Tetsudō (知多鉄道, Chitatetsu). 1931 scheiterte hingegen die Fusion mit der Mikawa Tetsudō (三河鉄道, Mikatetsu) an unüberbrückbaren Differenzen. Im selben Jahr scheiterte auch der geplante Bau einer elektrischen Bahn von Toyohashi nach Hamamatsu als Folge der Weltwirtschaftskrise, worauf die entsprechende Lizenz ungenutzt verfiel. Ursprünglich hatten die Meiden und die Aiden kaum Beziehungen zueinander. Die Konkurrenz durch die Staatsbahn und die Straßenbahn sowie der wirtschaftlich bedingte Rückgang der Fahrgastzahlen legten jedoch die Grundlage für eine verstärkte Kooperation. 1929 gründeten sie ein Joint Venture zur Planung einer gemeinsam betriebenen U-Bahn-Linie, welche die Streckennetze beider Gesellschaften miteinander verbinden sollte. Entsprechend tauchte erstmals die Idee einer möglichen Fusion beider Unternehmen auf, allerdings wurde das Projekt aufgrund des schwierigen wirtschaftlichen Umfelds nicht weiterverfolgt und blieb im Konzeptstadium stecken (die 1957 eröffnete U-Bahn Nagoya hatte eine andere Trägerschaft und eine völlig unterschiedliches Streckenführung).

Embleme von Vorgängergesellschaften
Meiden
Bisai Tetsudō
Minoden
Aiden
Hekiden
Chitatetsu
Kakimigahara Tetsudō
Seto Denki Tetsudō
Mikawa Tetsudō

### Fusion zu Meitetsu
Der im September 1933 vom Eisenbahnministerium eingesetzte Verkehrsrat suchte nach Möglichkeiten, die zersplitterten regionalen Verkehrsbetriebe in ganz Japan durch engere Kooperationen zu stärken, worauf der Verband der Privatbahnen einen Sonderausschuss einberief. Im Zuge weiterer Gespräche kamen Meiden und Aiden überein, dass eine Zusammenlegung beider Gesellschaften sinnvoll wäre, um den Bahnverkehr in den Präfekturen Aichi und Gifu zu konsolidieren. Erleichtert wurde dies durch die Tatsache, dass beide bezüglich der finanziellen Situation fast gleich groß und somit ebenbürtige Partner waren. Die Fusionsverhandlungen begannen im Oktober 1934. Nachdem der Aiden-Vorstand am 21. Januar 1935 der Fusion grundsätzlich zugestimmt hatte, folgte zwei Tage später der Meiden-Vorstand. Nach weiteren Verhandlungen unter Vermittlung der Handelskammer von Nagoya fiel am 15. Februar der gemeinsame Beschluss, die Aiden aufzulösen und ihre Vermögenswerte, Anlagen und Fahrzeuge an die Meiden zu übertragen. Außerdem sollten sämtliche Aiden-Angestellten weiterzubeschäftigt werden und das Management zu gleichen Teilen zusammengesetzt sein. Hinsichtlich des Firmennamens nach der Fusion einigte man sich am 5. Mai auf Nagoya Tetsudō (名古屋鉄道) und die davon abgeleitete Kurzform Meitetsu (名鉄). Die formelle Fusion erfolgte am 1. August 1935.

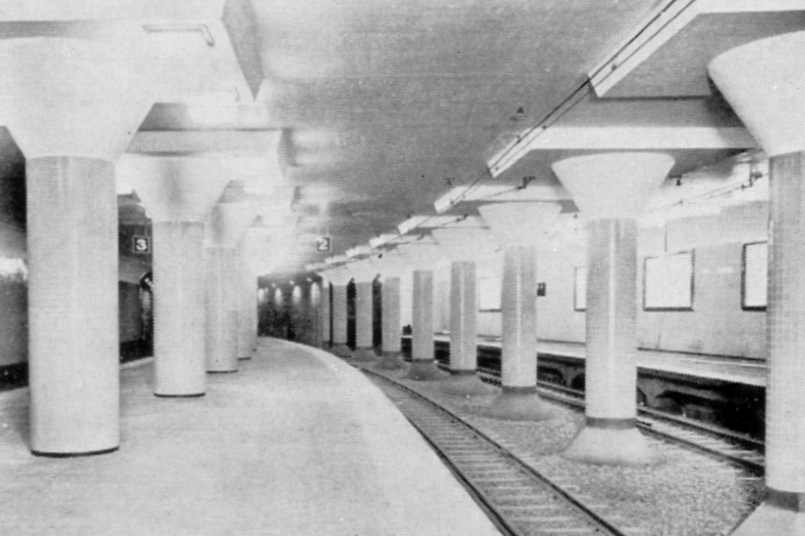
Bahnhof Shin-Nagoya (1941)

Noch waren beide Streckennetze getrennt, weshalb man zunächst die technischen Parameter einander anglich, neue Fahrzeuge beschaffte und eine Verbindungsstrecke durch das Stadtzentrum zu planen begann. Am 1. September 1939 übernahm die Meitetsu die Seto Denki Tetsudō (瀬戸電気鉄道), am 1. September 1940 die Atsumi Denki Tetsudō (渥美電鉄). Schließlich kam am 1. Juni 1941 durch die Vermittlung des Eisenbahnministeriums die seit längerem angestrebte Übernahme der Mikawa Tetsudō doch noch zustande. Am 12. August 1941 wurde die Meiden-Strecke von Higashi-Biwajima zum neuen unterirdischen Bahnhof Shin-Nagoya (heute Meitetsu Nagoya) verlängert, sodass die straßenbündige Trasse zum bisherigen Endbahnhof Oshikirichō aufgehoben werden konnte. Anschließend folgten mehrere weitere Übernahmen: am 1. Februar 1943 die Chita Tetsudō, einen Monat später die Tōbi Tetsudō (東美鉄道) und die Takehana Tetsudō (竹鼻鉄道), am 1. März 1944 die Hekikai Denki Tetsudō und die Tanigumi Tetsudō (谷汲鉄道. 1945 eröffnete sie eine kurze Zweigstrecke, die Toyokawa-Linie.
Der Lückenschluss im Stadtzentrum zwischen Shin-Nagoya und Jingū-mae erfolgte am 1. September 1944. Damals verschlechterte sich die Situation durch den Pazifikkrieg von Tag zu Tag; obwohl die Strecke als kriegswichtig ausgewiesen worden war und die volle Unterstützung des Eisenbahnministeriums genoss, war die Beschaffung von Baumaterialien äußerst schwierig. Über dem Bahnhof Shin-Nagyoa war der Bau der neuen Meitetsu-Hauptverwaltung geplant, doch vorerst konnten nur die Fundamentarbeiten ausgeführt werden. Nach Kriegsende litt die Meitetsu wie alle anderen Bahngesellschaften an der Überbeanspruchung von Strecken und Rollmaterial. Die technische Angleichung des nördlichen Teils des Streckennetzes an den südlichen Teil zog sich mehrere Jahre hin, weshalb der durchgehende Verkehr erst am 16. Mai 1948 aufgenommen werden konnte. Damit verbunden war die Umbenennung der Strecke Gifu–Nagoya–Toyohashi in Nagoya-Hauptlinie.

### Wachstum der Meitetsu-Gruppe
In der Nachkriegszeit begann die Meitetsu ihr Geschäft im Sinne der vertikalen Integration zu diversifizieren. Die Bauarbeiten am Bahnhofsgebäude Shin-Nagoya wurden wiederaufgenommen, um darin ein Kaufhaus (Depāto) einzurichten. Der ursprüngliche Plan sah vor, das alteingesessene Kaufhaus Matsuzakaya als Mieter einziehen zu lassen, doch entsprechende Verhandlungen blieben ergebnislos. Das Unternehmen beschloss deshalb, seine eigenen Kaufhäuser zu betreiben. Die Hauptfiliale öffnete seine Tore am 1. Dezember 1954, das Gebäude mit der Hauptverwaltung in den Stockwerken war am 29. Juli 1957 fertiggestellt. In den 1960er Jahren begann das Unternehmen, verschiedene Neubautgebiete entlang seiner Bahnlinien zu erschließen und suchte Allianzen, vor allem mit lokalen Bahngesellschaften, um in die Region Hokuriku zu expandieren. Beispielsweise unterstützte Meitetsu die Fukui Tetsudō durch die Entsendung von Spezialisten für Arbeitsmanagement, was letztlich zur Übernahme beitrug. Das Unternehmen versuchte auch die Toyama Chihō Tetsudō in die wachsende Meitetsu Group einzubinden. Letztlich setzte es aber den Markteintritt in der Präfektur Toyama für rund drei Jahrzehnte aus. In vielen Fällen wurde die Meitetsu eingeladen, sich an der Verwaltung mehrerer lokaler Bus- und Bahngesellschaften zu beteiligen und dadurch allgemein die Qualität des Managements zu erhöhen.

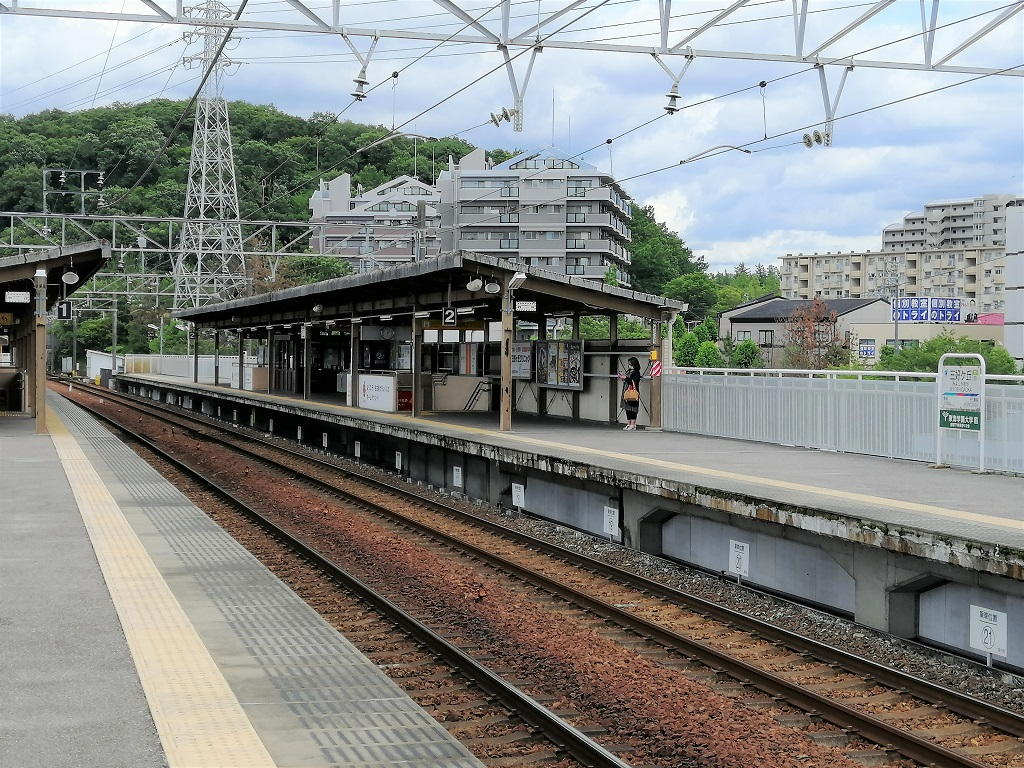
Bahnhof Miyoshigaoka der Toyota-Linie

Die andere Säule der Gruppenbildung war die Ausgliederung der Wartungsabteilung aus Meitetsu selbst. Dazu gehören die Meitetsu Sumisho Sharyō Kōgyō, die ihre Abteilung für Wartung, Reparatur und Umrüstung von Triebwagen ausgliederte, die Nagoya Electric Industry (heute Meitetsu EI Engineers), die ihre Abteilung für die Wartung von Signalen ausgliederte, und die Meitetsu Auto Maintenance. Letztere öffnete ihre Abteilung für die Wartung von Bussen für die Öffentlichkeit (Privatfahrzeuge), indem sie diese mit den LKW- und Taxiunternehmen der Gruppe teilte. Ab den 1960er Jahren wurden auch einzigartige Versuche unternommen, wie die Einführung eines unabhängigen Gewinnsystems (ein System zur Erzielung von Gewinnen durch Loslösung von den Kostenstellen), indem die im konventionellen Eisenbahn- und Buswartungsgeschäft entwickelte Technologie genutzt sowie Arbeiten für andere Unternehmen und die Allgemeinheit übernommen wurden. Bei der Ausgründung handelte es sich nicht um eine hundertprozentige Tochtergesellschaft von Meitetsu, sondern um ein Joint Venture, an dem sich Zulieferer beteiligten, zu denen Meitetsu enge Beziehungen unterhielt.
1932 war das Unternehmen Shin-Mikawa Tetsudō mit dem Vorhaben gescheitert, eine Bahnstrecke zwischen Nagoya und Toyota zu bauen. Das Projekt ruhte daraufhin über vier Jahrzehnte, auch wenn die Meitetsu durch die Übernahme der Muttergesellschaft Mikawa Tetsudō in den Besitz der Baulizenz gelangte. Im Oktober 1972 traf sie eine Übereinkunft mit dem Verkehrsamt der Stadt Nagoya. Die Stadt sollte die U-Bahnlinie 3 (heutige Tsurumai-Linie) bis Akaike bauen, die Meitetsu die daran anschließende Toyota-Linie (mit gegenseitiger Durchbindung). Im Oktober 1973 begannen die Bauarbeiten. Acht Monate nach der U-Bahn-Linie ging die Toyota-Linie am 29. Juli 1979 in Betrieb.

### Rückbesinnung auf das Kerngeschäft
Die Ölkrise von 1973 führte zu einer Phase geringen Wachstums, und die Meitetsu war gezwungen, ihre Geschäftsstrategie drastisch zu überarbeiten. Um den plötzlichen rasanten Anstieg der Fahrgastzahlen, der durch die hohen Benzinpreise verursacht worden war, zu bewältigen, konzentrierten sich die Investitionen vorrangig auf das Kerngeschäft. Dazu gehörten der Ausbau der Strecken, die Beschaffung neuer Fahrzeuge und die Verbesserung der Bahnhofseinrichtungen. Hinzu kam der Bau zweier kurzer Strecken, der Neuen Chita-Linie und der Hashima-Linie. Diese Maßnahmen führten die Wandlung zu einer echten „Großstadtbahn“ herbei. Bis dahin war die Meitetsu als Eisenbahnunternehmen bekannt, das sich auf komfortable Inneneinrichtungen (mit Querbänken) konzentrierte und – abgesehen von wenigen Ausnahmen – keine eigentlichen Nahverkehrszüge (mit Längssitzen und drei oder mehr Türen) hatte. Ab 1976 führte die Meitetsu entsprechende Wagen der Tokyu Car Corporation ein, was den markanten Ausbau des morgendlichen und abendlichen Pendlerverkehrs ermöglichte. Außerdem erneuerte das Unternehmen veraltete Streckeneinrichtungen, indem es die effektive Länge der Bahnsteige an den einzelnen Bahnhöfen, vor allem auf der Inuyama-Linie, verlängerte. Gleichzeitig versuchte es, den Immobilienwert durch den Bau von Bahnhofsgebäuden auf mehreren Ebenen zu steigern, um höhere Mieteinnahmen zu generieren.
In der Zeit des geringen Wachstums wandten sich die Unternehmen der Meitetsu Group von der landesweiten Expansion ab, um ihre Aktivitäten in verwandten Geschäftsbereichen, die mit ihrem Kerngeschäft (Eisenbahnen und Busse) verbunden sind, zu vertiefen. Dazu gehörten die beschleunigte Eröffnung von Meitetsu-Läden in Verbindung mit dem Bau von Bahnhofsgebäuden und die Ankurbelung des Immobiliengeschäfts durch Grundstückserschließungen entlang von Meitetsu-Bahnstrecken. Es kam auch zu einer Verschiebung der Expansionsrichtung hin zu einer Geschäftsentwicklung, die eng mit den Bahnstrecken verbunden ist, wie zum Beispiel die Umnutzung von Güterverkehrsanlagen, die nach der Einstellung des Güterverkehrs im Jahr 1984 brachlagen. Solche Flächen wurden vorzugsweise für den Bau von Gesundheitseinrichtungen und Sportanlagen verwendet. Während der Bubble Economy der 1980er und frühen 1990er Jahre wurde die Entwicklung entlang der Bahnstrecken weiter vorangetrieben, insbesondere in Küstengebieten wie Shinmaiko und Gamagōri. Die Meitetsu Group war auch an Projekten zur Entwicklung von Ferienanlagen in entlegenen Gebieten wie Okinawa beteiligt, was den Eindruck erweckte, dass sie ihre Reichweite während dieser Phase des hohen Wachstums so weit wie möglich ausdehnte. Meistens handelte es sich aber um Erweiterungen bestehender Projekte und bei der Geschäftsentwicklung war die Meitetsu Group im Vergleich zur Konkurrenz oft eher ein Nachzügler. Aus diesem Grund blieben die ganz großen Spekulationsgewinne aus, auch wenn der Umsatz zunahm.

### Konsolidierung und erneute Expansion
Das schwierige wirtschaftliche Umfeld während des „verlorenen Jahrzehnts“ nach dem Platzen der Spekulationsblase hatte eine Konsolidierung im ländlichen Raum zur Folge. Die Meitetsu sah sich gezwungen, Strecken stillzulegen, die etwa einem Fünftel der gesamten Netzlänge entsprachen und praktisch alle außerhalb des Ballungsraums Nagoya lagen. Ebenso war es notwendig, die Investitionen auf die Hauptstrecken zu konzentrieren. Damit sollte der wachsenden Konkurrenz von JR Central, die 1987 durch die Privatisierung der Japanischen Staatsbahn entstanden war, begegnet werden. Investitionen im Nicht-Eisenbahngeschäft wurden allmählich zu einer Belastung, so dass die Meitetsu sich gezwungen sah, Geschäftsbereiche abzustoßen sowie Personal- und Kapitalressourcen durch Reorganisationen zu konzentrieren. Beispielsweise wurden 1999 sämtliche Buslinien in ein eigenständiges Unternehmen ausgegliedert.

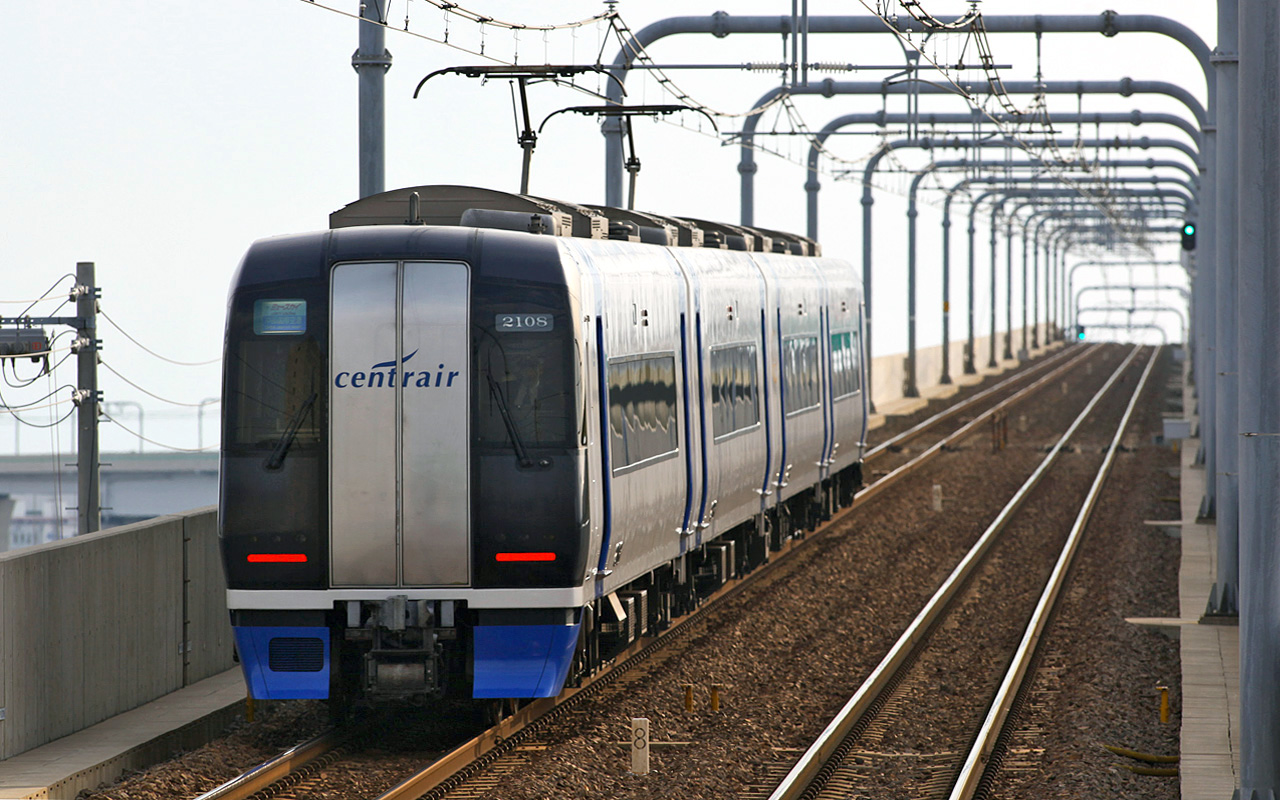
Eisenbahnbrücke zum Flughafen Chūbu (2009)

Die bevorstehende Expo 2005 löste eine Neuordnung des Verkehrs in der Region Tōkai aus, mit der Eröffnung des Flughafens Chūbu als Kernstück. Als Vorbereitung auf den Flughafenverkehr gestaltete die Meitetsu ihre Struktur um. Sie baute die Meitetsu-Flughafenlinie nicht selbst, sondern gründete die Central Japan International Airport Liaison Railway. Das bedeutet, dass sie die Flughafenlinie von dieser Gesellschaft mietete und nur für den Betrieb, nicht aber für den Bau und den Unterhalt zuständig war. Ihre umfangreichen Investitionen konzentrierten sich auf den Ausbau der dorthin führenden Tokoname-Linie und die Bereitstellung neuer Züge für den Flughafen-Express. In neuerer Zeit betreffen die Investitionen die Einführung barrierefreier und sicherheitsrelevanter Einrichtungen in Zügen und Bahnhöfen. Darüber hinaus trieb das Unternehmen die Reorganisation und Integration verbundener Unternehmen weiter voran, indem es die zuvor ausgegliederte Fahrzeugwartung in Meitetsu reintegrierte sowie unrentable Tochtergesellschaften und Geschäftsbereiche abstieß, um die Rentabilität der gesamten Meitetsu Group zu verbessern.
Als Vorbereitung auf die Eröffnung der von Tokio hierher Chūō-Shinkansen, die nach 2027 vorgesehen ist, werden der zentrale Bahnhof Meitetsu Nagoya und die benachbarten Gebäude umfassend saniert. Dabei soll der Bahnhof, der an Kapazitätsengpässen leidet, erweitert und mit dem Endbahnhof von Kintetsu zusammengelegt werden. Ebenfalls geplant ist eine Umstellung der Unternehmensgruppe auf eine reine Holdingstruktur.

### Frühere Linien
Die Meitetsu entstand aus dem Zusammenschluss mehrerer Gesellschaften und begann schon früh, das von ihnen übernommene Streckennetz zu rationalisieren. Von Stilllegungen betroffen waren zunächst vor allem kurze Zweigstrecken im suburbanen Raum. Einen großen Einfluss hatte die in den 1960er Jahren einsetzende Massenmotorisierung, die auch von dem in der Region ansässigen Unternehmen Toyota vorangetrieben wurde. In ländlichen Gegenden versuchte die Meitetsu darauf zu reagieren, indem sie 1984 Schienenbusse und 1985 den Einmannbetrieb einführte. Diese Maßnahmen hatten nur vorübergehend Erfolg. Ab 2000 kam es wieder vermehrt zu Streckenstilllegungen, die durch eine Revision des Eisenbahnbetriebsgesetzes erleichtert wurden. Während zuvor ausdrücklich die Genehmigung des zuständigen Ministeriums erforderlich war, reicht nun eine gewöhnliche Bekanntmachung.

Größte Ausdehnung des Streckennetzes

| Name der Linie       | Strecke                                                | Länge           | Anmerkung                                                                           |
| -------------------- | ------------------------------------------------------ | --------------- | ----------------------------------------------------------------------------------- |
| Kachigawa-Linie      | Ajima – Shin-Kachigawa                                 | 02,1 km         | am 1. Februar 1937 stillgelegt                                                      |
| Kiyosu-Linie         | Marunouchi – Kiyosuchō                                 | 01,0 km         | am 3. August 1948 stillgelegt                                                       |
| Okoshi-Linie         | Meitetsu Ichinomiya – Okoshi                           | 05,6 km         | am 1. Juni 1953 stillgelegt                                                         |
| Atsumi-Linie         | Mikawa-Tahara – Kurokawabara                           | 02,8 km         | am 20. November 1954 stillgelegt übrige Strecke an die Toyohashi Tetsudō übertragen |
| Kozakai-Zweiglinie   | Ina – Kozakai                                          | 01,2 km         | am 25. Dezember 1954 stillgelegt                                                    |
| (alte) Nishio-Linie  | Nishioguchi – Fukuokachō                               | 10,3 km         | am 25. November 1959 stillgelegt                                                    |
| Bisai-Linie          | Tamanoi – Kisogawa-kō                                  | 03,8 km         | am 25. November 1959 stillgelegt                                                    |
| Heisaka-Zweiglinie   | Nishio – Minatomae                                     | 04,5 km         | am 27. März 1960 stillgelegt                                                        |
| Anjō-Zweiglinie      | Minami-Anjō – Anjō                                     | 01,1 km         | am 30. Juli 1961 stillgelegt                                                        |
| Okazaki-Stadtlinie   | Daijuji – Okazaki – Fukuokachō                         | 08,8 km         | am 17. Juni 1962 stillgelegt                                                        |
| Koromo-Linie         | Daijuji – Okazaki-Iida Uwa Goromo – Daijuji            | 00,5 km 11,0 km | am 17. Juni 1962 stillgelegt am 4. März 1973 stillgelegt                            |
| Iwakura-Zweiglinie   | Iwakura – Komaki                                       | 05,5 km         | am 25. April 1964 stillgelegt                                                       |
| Kagashima-Linie      | Senjudō – Nishi-Kagashima                              | 04,4 km         | am 4. Oktober 1964 stillgelegt                                                      |
| Ichinomiya-Linie     | Iwakura – Higashi-Ichinomiya                           | 07,1 km         | am 25. April 1965 stillgelegt                                                       |
| Seto-Linie           | Horikawa – Doishita                                    | 01,9 km         | am 15. Februar 1976 stillgelegt Ersatz durch Tunnelstrecke                          |
| Gifu-Stadtlinie      | Tetsumeichō – Nagara-Kitamachi Shin-Gifu – Tetsumeichō | 03,9 km 00,9 km | am 1. Juni 1988 stillgelegt am 1. Dezember 2003 stillgelegt                         |
| Minomachi-Linie      | Shin-Seki – Mino Tetsumeichō – Seki                    | 06,3 km 18,5 km | am 1. April 1999 stillgelegt am 1. April 2005 stillgelegt                           |
| Yaotsu-Linie         | Akechi – Yaotsu                                        | 07,3 km         | am 1. Oktober 2001 stillgelegt                                                      |
| Takehana-Linie       | Egira – Ōsu                                            | 06,7 km         | am 1. Oktober 2001 stillgelegt                                                      |
| Tanigumi-Linie       | Kurono – Tanigumi                                      | 11,2 km         | am 1. Oktober 2001 stillgelegt                                                      |
| Ibi-Linie            | Chūsetsu – Hon-Ibi                                     | 18,3 km         | am 1. Oktober 2001 stillgelegt                                                      |
| Mikawa-Linie         | Sanage – Nishi-Nakagane Hekinan – Kira Yoshida         | 08,6 km 16,4 km | am 1. April 2004 stillgelegt am 1. April 2004 stillgelegt                           |
| Tagami-Linie         | Tagami – Kerinchō-mae                                  | 01,4 km         | am 1. April 2005 stillgelegt                                                        |
| Monkey Park Monorail | Inuyama-Yūen – Dōbutsuen                               | 01,2 km         | am 28. Dezember 2008 stillgelegt                                                    |